# Aloma Wright
Aloma Wright (New York, 10 marzo 1950) è un'attrice statunitense.

## Biografia
Aloma Wright è stata lanciata come Laverne Roberts per Scrubs - Medici ai primi ferri. Dopo sei stagioni, il suo personaggio morì nell'episodio Il mio lungo addio. Tornò nella settima stagione interpretando un nuovo personaggio, l'infermiera Shirley. I primi rapporti hanno dichiarato che il suo personaggio sarebbe la sorella irreligiosa ed alcolista di Laverne, ma queste voci si sono rivelate inesatte. Più tardi tornò a interpretare Laverne nella stagione 8, nel finale intitolato Il mio finale.
È apparsa in altri programmi come Mad Men, Power Rangers in Space, The Drew Carey Show, Friends, Tyler Perry's House of Payne, Frasier, Medical Investigation, oltre che nel film per la televisione When Billie Beat Bobby e in Shadow Hours. Nel 2000, Aloma Wright è apparsa anche come Pauletta nella commedia romantica Ragazze nel pallone. Nello stesso anno è apparsa nella sitcom Malcolm, interpretando il ruolo di un'infermiera. È anche apparsa nel film Mr. Deeds, così come in Thank You for Smoking, in cui interpreta una segretaria. È apparsa come la madre di Cedric the Entertainer in Arrivano i Johnson. È anche apparsa nel film tv Ben 10 - Corsa contro il tempo e nella serie televisiva NCIS - Unità anticrimine come capo infermiera in un ospedale nell'episodio Lato. Nel 1999 ha recitato come comparsa nell'episodio 5x16 Il distintivo da poliziotto della sit-com Friends. Ha anche interpretato l'infermiera Maxine nella soap opera Il tempo della nostra vita. Appare inoltre nella serie televisiva Suits dalla stagione 5 nel ruolo di Gretchen Bodinski, segretaria di Harvey Specter ed in seguito di Louis Litt.

## Filmografia parziale

### Cinema
- Ragazze nel pallone (Bring It On), regia di Peyton Reed (2000)
- Mr. Deeds, regia di Steven Brill (2002)
- Tutto quello che voglio (Try Seventeen), regia di Jeffrey Porter (2002)
- Arrivano i Johnson (Johnson Family Vacation), regia di Christopher Erskin (2004)

### Televisione
- Friends – serie TV, episodio 5x16 (1999)
- Malcolm (Malcolm in the Middle) - serie TV, episodio 1x03 (2000)
- Scrubs - Medici ai primi ferri (Scrubs) – serie TV, 91 episodi (2001-2009)
- Cold Case - Delitti irrisolti (Cold Case) – serie TV, episodio 2x01 (2004)
- Harry's Law – serie TV, episodio 1x12 (2011)
- Private Practice – serie TV, 5 episodi (2012-2013)
- The Soul Man – serie TV, 5 episodi (2015-2016)
- Suits – serie TV, 34 episodi (2015-2019)
- The Guest Book – serie TV, 10 episodi (2017-2018)
- Tyler Perry's Young Dylan – serie TV 18 episodi (2020-2022)

## Doppiatrici italiane
Nelle versioni in italiano delle opere in cui ha recitato, Aloma Wright è stata doppiata da:
- Stefania Romagnoli in Scrubs - Medici ai primi ferri, Harry's Law, Private Practice
- Sonia Scotti in Arrivano i Johnson, Tyler Perry's Young Dylan
- Anna Rita Pasanisi in Cold Case - Delitti irrisolti
- Cristina Piras in NCIS - Squadra anticrimine
- Antonella Giannini in Suits